# Błatnica (miejscowość)
Błatnica (bułg. Блатница) – wieś w południowo-środkowej Bułgarii, w obwodzie Pazardżik, gminie Strełcza. Według danych Narodowego Instytutu Statystycznego, 31 grudnia 2012 roku wieś liczyła 168 mieszkańców.